# سنجق طرابلس الشام
سنجق طرابلس الشام سنجق عثماني كان يقع في ولاية بيروت. تمتد حدوده بين سنجق حماة ضمن ولاية سوريا شرقاً والبحر المتوسط غرباً، وسنجق اللاذقية شمالاً وسنجق بيروت جنوباً. في عام 1914، كان السنجق يضم مركز طرابلس ونواحي حصن الأكراد وصافيتا وعكار. بلغ عدد سكان السنجق 175063 نسمة عام 1914.

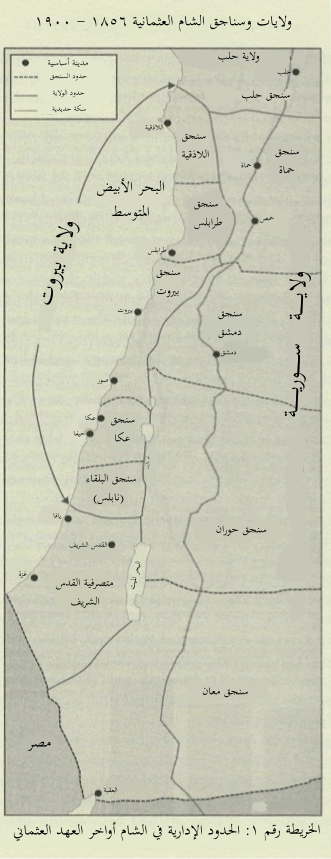
التقسيم الإداري في أواخر الحكم العثماني وضع سنجق عكا ضمن ولاية بيروت

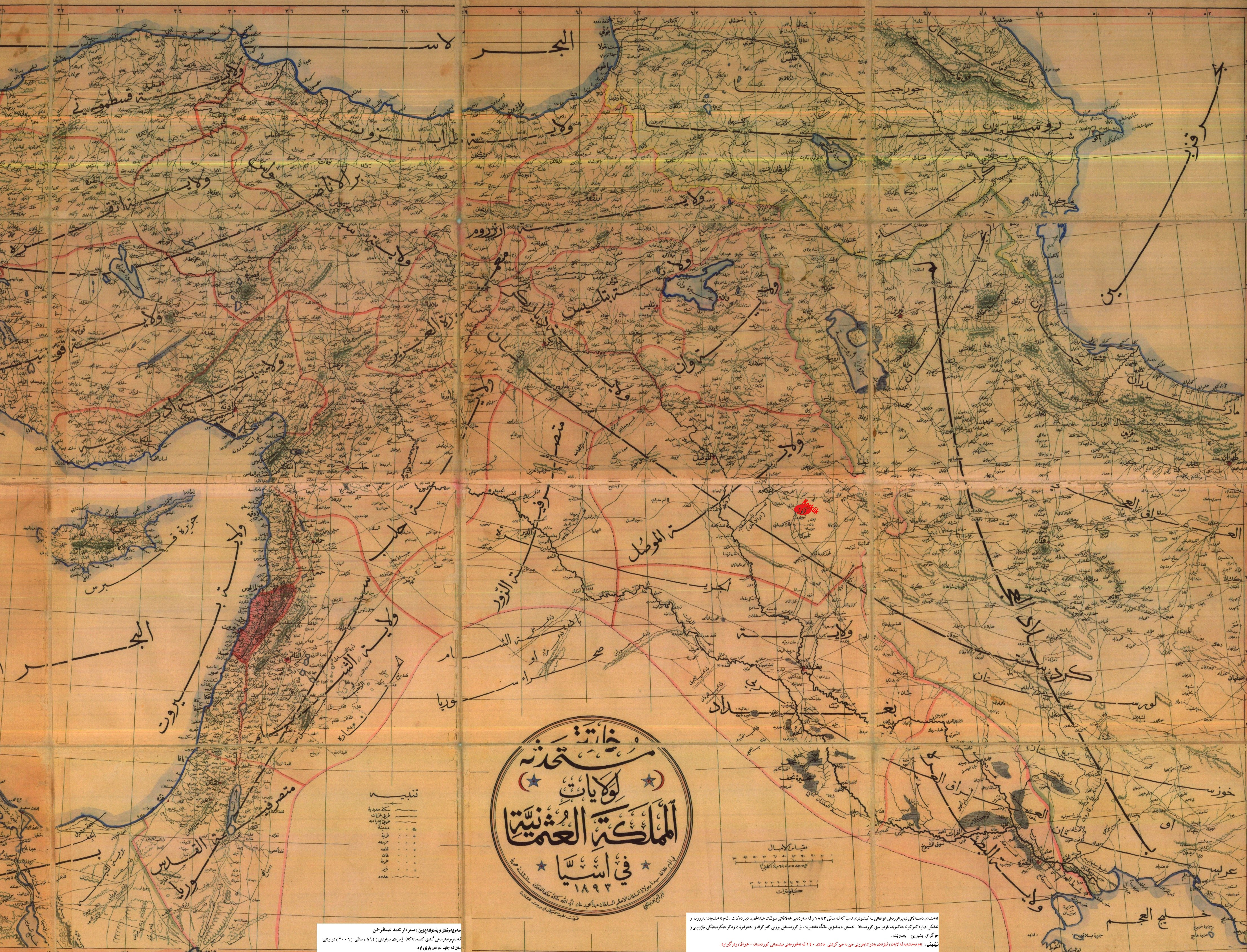
سنجق عكا في خارطة سورية العثمانية